# Story Musgrave
Pour les articles homonymes, voir Musgrave.
Franklin Story Musgrave est un astronaute américain né le 19 août 1935 à Boston.

## Biographie
Il est sélectionné dans le groupe d'astronautes 6.
En 1996 (à 61 ans), il est devenu le deuxième astronaute à voler sur six vols spatiaux. Il a la particularité unique d'avoir effectué une mission sur les cinq navettes spatiales américaines et est le premier astronaute à effectuer une sortie extravéhiculaire à partir de la navette spatiale.
Lors de sa cinquième mission, il effectue trois sorties pour une durée totale de vingt-deux heures pour effectuer la réparation du téléscope Hubble. 
Il est l'astronaute le plus diplômé avec six diplômes universitaires.
Il fait des apparitions dans plusieurs films et documentaires.
Bien qu'il ne fut qualifié en tant que pilote qu'après avoir terminé sa formation d'astronaute, Musgrave a effectué 17 700 heures de vol dans 160 types différents d'avions civils et militaires, dont 7 500 heures dans des avions à réaction. Il a obtenu les qualifications de la FAA comme instructeur, instructeur de vol aux instruments, instructeur de planeur et pilote de transport aérien en plus de son badge d'astronaute. Il fut aussi un parachutiste accompli : il a effectué plus de 800 chutes libres, dont plus de 100 descentes expérimentales en chute libre impliquées dans l'étude de l'aérodynamique humaine.

## Vols spatiaux réalisés
Story Musgrave est l'un des rares astronautes à avoir effectué 6 missions.
- 4 avril 1983 : Challenger STS-6
- 29 juillet 1985 : Challenger STS-51-F
- 23 novembre 1989 : Discovery STS-33
- 24 novembre 1991 : Atlantis STS-44
- 2 décembre 1993 : Endeavour STS-61
- 19 novembre 1996 : Columbia STS-80